# Lasiochlamys fasciculata
Lasiochlamys fasciculata är en videväxtart som först beskrevs av André Guillaumin, och fick sitt nu gällande namn av Herman Otto Sleumer. Lasiochlamys fasciculata ingår i släktet Lasiochlamys och familjen videväxter. Inga underarter finns listade i Catalogue of Life.